# Romsdalsdialekt
Romsdalsdialekt är den norska dialekt som talas i Romsdal, det vill säga områdena kring Molde, Romsdalsfjorden och Romsdalen, Sylte, Eid, Voll, Grytten, Hen, Veøy, Nesset, Eresfjord, Vistdal, Tresfjord, Bolsøy, Aukra, Fræna, Sandøy og Bud). Dialekten är influerad både av vestnorsk och østnorsk.